# John Sitaras
John Sitaras é um profissional americano de fitness, criador do Método Sitaras e fundador do Sitaras Fitness na cidade de Nova Iorque. O método por ele desenvolvido leva em consideração um amplo sistema de avaliação, similar a um exame médico geral, de forma a desenvolver rotinas personalizadas de acordo com aptidão genética de cada aluno, seu nível de condicionamento físico, suas condições de saúde e seus objetivos pessoais. À medida que o aluno faz progresso, a avaliação é retomada periodicamente para reavaliar as rotinas e rastrear mudanças físicas. Sitaras é o personal trainer de diversas personalidades dos mais diversos campos, como o magnata dos negócios George Soros; Paul Volcker, economista e ex-presidente da Reserva Federal; Jack Welch, anteriormente CEO da General Electric (que se recuperou de atrofia muscular sob a supervisão de Sitaras); o jornalista Charlie Rose; o produtor musical David Geffen; ou Jimmie Johnson, campeão da NASCAR (que foi o primeiro piloto de corridas a receber o título de Atleta Masculino do Ano pela Associated Press e a ganhar seis campeonatos).

## Seu passado
John Sitaras nasceu em Quios, Grécia, em 1972. Sua família mudou-se para os Estados Unidos quando ele tinha 3 meses de idade, e eles acabaram se estabelecendo no Brooklyn. Cresceu em um bairro barra-pesada, testemunhando e vivenciando a violência das gangues. Ciente de sua compleição magra, começou a fazer musculação aos 17 anos, competindo em fisiculturismo dentro de um ano e terminando em quarto lugar em sua primeira competição regional, em 1992. Por volta da mesma época, matriculou-se no Brooklyn College onde fez cursos de pré-medicina, inclusive psicologia e nutrição. Em 1993, por razões financeiras, ele abandonou os estudos para focar no fisiculturismo.
Em 1995, enquanto seu amigo Boris Levitsky comia um lanche do lado de fora de um restaurante no Brooklyn, os dos foram atacados por uma gangue local, o que levou ao falecimento de Levitsky e deixou Sitaras em uma cadeira de rodas por cinco meses. O ataque acabou com sua carreira de fisiculturista, além de deixa-lo em depressão profunda. Após se recuperar, Sitaras trabalhou por algum tempo em empregos inusitados como manobrista de estacionamento, caminhoneiro e até como ator. Então ele retomou seu interesse na área de condicionamento físico e trabalhou em academias locais, onde conquistou clientela e reputação. Ele também trabalhou com a Academy of Pain Medicine (Instituto de Medicina da Dor) no hospital Lenox Hill, onde passou 18 meses aprendendo métodos de tratamento para dores agudas e crônicas, para espasmos musculares, e protocolos de pré e pós reabilitações.

## Sitaras Fitness
No princípio de sua carreira como profissional de fitness, John Sitaras criou seu próprio sistema e, à medida que desenvolveu um bom grupo de adeptos, iniciou o plano de abrir sua própria academia. Tal plano foi financiado por alguns clientes famosos de Wall Street que investiram cerca de $1,5 milhão e o clube, Sitaras Fitness, abriu em novembro de 2007 no Upper East Side, em Manhattan. O local se tornou rapidamente frequentado por personalidades das diversas áreas de trabalho, como George Soros, magnata dos negócios; Paul Volcker, economista e ex-presidente da Reserva Federal; Jack Welch, antigo CEO da General Electric; o jornalista Charlie Rose; o produtor musical David Geffen; ou Jimmie Johnson, campeão da NASCAR.
Além de oferecer o programa de fitness, a academia se tornou também um local de socialização informal para esses membros. Junto a isso surgiu a necessidade de ajustar os horários de forma a garantir que pessoas que não se dessem bem no âmbito corporativo se exercitassem em momentos diferentes. Sitaras mencionou durante uma entrevista que ele é cuidadoso na hora de separar aquelas pessoas que "vêm aqui pelas razões erradas", como, por exemplo, para estar próximo de personalidades e artistas. Ele também complementou dizendo que nem todos seus clientes são famosos, que o maior requisito para a admissão é ter muita motivação e levar o programa a sério.
Uma disputa de acionistas aconteceu em dezembro de 2008 quando, no contexto da crise econômica, três dos nove membros do conselho diretor queriam fazer grandes mudanças no clube, de forma a aumentar o número de membros e o lucro. Eles tentaram remover Sitaras da posição de CEO, reduzir seus 53 por cento na participação de ações e transformar a academia em um clube mais popularizado. Os outros acionistas apoiaram Sitaras e a parte que cabia aos três dissidentes foi comprada. A academia continua restrita a um máximo de 200 membros (em março de 2012 havia 144).

## O Método Sitaras
O Método Sitaras consiste em um amplo sistema de avaliação inicial (que pode levar de 6 a 12 sessões) para estimar a flexibilidade, o condicionamento cardiorrespiratório, a força, a resistência e a gordura corporal. Sitaras leva em consideração a musculatura única da pessoa, isolando diferenças entre os lados direito e esquerdo do corpo, as diversas parte de cada músculo e os dois maiores tipos de fibras musculares (as que são para força e as que são para resistência), de forma a desenvolver um treinamento sob medida para a aptidão genética, nível de condicionamento, condições de saúde e objetivos de cada estudante. Um objetivo importante é desenvolver o equilíbrio muscular, que é a fundação para objetivos mais específicos como ganhos em estética, força e flexibilidade, ou desenvolver uma maior capacidade atlética. Os alunos devem se comprometer a treinar pelo menos duas vezes por semana e estão sujeitos a verificação de antecedentes. Eles retomam a avaliação muscular a cada três meses, com uma grande variedade de instrumentos que incluem balanças digitais, leitores de gordura muscular e flexibilidade, e um programa interno de computador para fitness, que ajudar a rastrear os ganhos de força dos clientes com o passar do tempo. Com base na avaliação muscular, os programas de fitness são ajustados e replanejados. Os praticantes também podem acompanhar suas detalhadas mudanças físicas, o que proporciona a eles motivação e estímulo.
Esse método também é usado em recuperação física. Entre as pessoas que se beneficiaram disso está Jack Welch, que mencionou ter sido capaz de recuperar sua força após uma infecção por bactérias estafilococos tê-lo deixado em coma por 108 dias, fazendo com que parte de seus braços e pernas atrofiassem.
O conceito desse método baseia-se na experiência inicial de Sitaras como treinador de fitness, pois, principalmente no que diz respeito à abordagem científica dessa área, o treinador comum possui ao seu dispor apenas um conhecimento empírico do estado em que está o corpo do cliente. Sitaras descobriu ser necessária uma avaliação inicial similar a um exame médico geral, oferecendo um exame detalhado e, subsequentemente, providenciando o tratamento apropriado. Mais adiante ele imaginou uma avaliação feita sob medida para os objetivos de fitness, o que poderia oferecer uma percepção mais detalhada e ajudar o treinador a analisar o estado físico de seus clientes por tempo suficiente. Isso permitiria investigar o que é realmente necessário, ao entender melhor o caso particular de cada indivíduo. A localização e a gravidade dos danos ou inflamações nos músculos e tendões também diferem de pessoa para pessoa, o que significa que os exercícios solicitados precisariam ser diferentes.
Sitaras desenvolveu o sistema por cinco anos, anotando medições e históricos antes e depois dos exercícios, depois estudando como investigar os princípios e fundamentos dos efeitos do treinamento físico. Quando começou a colocar esse método em prática, ele descreveu sua abordagem como que inspirada pela arquitetura: primeiro a fundação deve ser estabelecida para então se planejar uma estrutura a feita sobre as intenções específicas do cliente (perda de peso, flexibilidade, força, saúde cardiovascular, etc.). O método, a intensidade e a frequência de um programa de fitness sob medida são estabelecidos baseando-se na análise de fatores básicos como idade, histórico médico e capacidades, levando em consideração as solicitações e os objetivos.

## Jimmie Johnson
Uma das pessoas mais associadas a Sitaras é o pilotos da NASCAR Sprint Cup, Jimmie Johnson. Sua colaboração com John Sitaras teve início em dezembro de 2007, pouco tempo após Johnson ser nomeado o Motorista do Ano de 2007. Uma avaliação inicial atestou que metade de seu corpo era muito mais estreito, e ele havia se acostumado a compensar o peso da força g ao virar para a esquerda sua vida toda. Sitaras criou um treinamento específico para balancear a força de Johnson, um cronograma de corrida e enfatizou na importância de uma dieta adequada. Em dois anos, a porcentagem de gordura corporal de Johnson caiu de 20% para 8% (também visível através da mudança no formato de seu rosto), enquanto que sua força e vigor aumentaram de forma significativa.
Jimmie Johnson foi o primeiro piloto de corridas a se tornar o Atleta Masculino do Ano pela Associated Press (em 2009) e o único piloto na história da NASCAR a ganhar cinco campeonatos seguidos (seis campeonatos no total: 2006-2010 e 2013). A história de sua colaboração com Sitaras e a importância do fitnesse da nutrição em sus carreira foram mostradas nos diversos meios de comunicação norte-americanos. Ele também indicouesse métodoparao grupo GAINSCO.

## Parcerias internacionais
Em 2012, John Sitaras assinou um contrato de parceria com o hotel de luxo The Shilla (parte do grupo Samsung), na Coreia do Sul, anunciando que lá para o final de 2013 eles abririam em Seoul o Shilla-Sitaras Fitness Center, que empregaria o Método Sitaras. Esse centro abriu 1º de agosto de 2013. Ele está equipado com um quarto de medições digital, uma novidade na Coreia, e reúne treinadores profissionais, medalhistas e atletas nacionais para fornecer treinamento a seus membros.

## Âmbito público
John Sitaras aparece regularmente em programas de TV norte-americanos, explicando os benefícios a longo prazo do exercício, dividindo exemplos e conselhos.
Em 2013, ele se tornou o principal instrutor na revista Golf Digest (edição coreana) e em novembro iniciou uma série de artigos focados em musculatura e no aprimoramento do equilíbrio corporal para jogadores de golfe.
Em 2014, ele foi apresentado em um projeto da Embaixada Americana na Grécia (em colaboração com o jornal Kathimerini) como um modelo de greco-americano que obtevesucesso na vida graças à força de vontade, apesar de todas as limitações e frustrações.

## Trabalhando com fundações
Em 2008, o Sitaras Fitness apareceu como doador no leilão Princess Grace Awards Gala, na cidade de Nova Iorque. John Sitaras foi também um orador convidado especial para a fundação Turn2 Foundation, uma associação de caridade fundada por Derek Jeter, cuja missão é ajudar crianças e adolescentes a evitar o vício das drogas e do álcool, e premiar aqueles que mostrarem um alto desempenho acadêmico e adotarem um modo de vida mais saudável. Como um nativo do Brooklyn, ele orientou crianças do Brooklyn e do Bronx nos rigores do preparo físico e as recompensas ao seguir seus sonhos.
Em 7 de julho de 2012, no evento Unmasked patrocinado por Alexander Soros para a arrecadação de fundos em Bridgehampton, Nova Iorque, um pacote da academia Sitaras Fitness foi leiloado em favor da NGO Global Witness, uma organização de proteção e ativismo na luta contra conflitos e corrupções relacionados a recursos naturais, e abusos associados ao meio ambiente e aos direitos humanos.
John Sitaras foi um dos que mais conseguiram arrecadações para a American Cancer Society (Sociedade Americana de Câncer) no evento Over the Edge, em 2012, ao fazer rapel em um arranha-céu.